# Chirlești, Buzău
Chirlești (în trecut, Chirilești) este un sat ce aparține orașului Nehoiu din județul Buzău, Muntenia, România. Se află la poalele sudice ale munților Siriu, pe valea Buzăului.
În 1899 avea 190 de locuitori și 38 de case și făcea parte din comuna Mlăjet, fiind stație de birje pe drumul de la Buzău la băile Bâsca.